# Tan Ning
Dans ce nom chinois, le nom de famille, Tan, précède le nom personnel.
Pour les articles homonymes, voir Tan.
Tan Ning (chinois : 谭宁 ; pinyin : Tán Níng), née le 3 avril 2003 dans la province du Hunan, est une joueuse chinoise de badminton.

## Carrière
En 2023, Liu Shengshu et elle remportent les Masters d'Espagne en battant leurs compatriotes Chen Fanghui et Du Yue.
Lors de la finale entièrement chinoise du double dames aux Jeux olympiques d'été de 2024, Liu et elle sont battues par leurs compatriotes Chen Qingchen et Jia Yifan.